# Stadio olimpico Benito Juárez
Lo stadio olimpico Benito Juárez (in spagnolo Estadio Olímpico Benito Juárez), è un impianto calcistico messicano situato a Ciudad Juárez, nello stato di Chihuahua. Inaugurato nel 1981, ospita le gare casalinghe del Juárez. È intitolato a Benito Juárez, primo presidente indigeno del Messico.

## Storia
Lo stadio fu costruito nel 1980 vicino alla riva del Rio Grande, fiume che determina il confine con gli Stati Uniti. Fu inaugurato il 12 maggio 1981 con un'amichevole fra la Nazionale messicana e l'Atlético Madrid terminata 0-0.